# 帕金森定律
帕金森定律（英語：Parkinson's law），又譯做「白京生定律」，是由英國作家西里爾·諾斯古德·帕金森提出的俗語。這個俚語最早出現在1955年《經濟學人》中的幽默短文，帕金森說：
在工作能夠完成的時限內，工作量會一直增加，直到所有可用時間都被填充為止。
西里爾·諾斯古德·帕金森在1958年，將這個觀察，擴充為一本書，《帕金森定律：對於進度的追求》（Parkinson's Law: The Pursuit of Progress）。在此書中，帕金森定理被當成一個數學等式，即:
在預算之內，支出的需求會一直增加，直到所有資源被用完為止。
這個則是用來描述官僚組織隨著時間而擴大的速率。帕金森觀察到，一個官僚組織中的雇員總數，通常以每年5-7%的速度增加。他認為，有兩股力量造成了這個增長：(1) 一個官員希望他的可動用的下屬增加，但不希望解雇造成敵人增加；以及(2) 官員會分散和製造工作量給彼此。